# Sankt Lorenz
Sankt Lorenz là một đô thị thuộc huyện Vöcklabruck thuộc bang Oberösterreich, Áo. Đô thị Sankt Lorenz có diện tích 23 km², dân số thời điểm năm 2006 là 490 người.